# Bever, Schweiz
Bever (föråldrat tyskt namn Bevers) är en ort och kommun i regionen Maloja i kantonen Graubünden, Schweiz. Kommunen har 607 invånare (2023).. Den ligger ungefär mitt i dalgången Oberengadin (Engiadin'Ota), där den utgör en järnvägsknut på Rhätische Bahn, tio km nordost om turist- och regionhuvudorten Sankt Moritz.

## Språk
Det traditionella språket i Bever är det rätoromanska idiomet puter. Antalet invånare med detta modersmål har inte förändrats nämnvärt sedan mitten av 1800-talet, däremot har deras andel av hela befolkningen sjunkit kraftig, främst under 1900-talet, på grund av stor inflyttning av tysk- och italienskspråkiga. Vid folkräkningen 2000 hade omkring en femtedel rätoromanska som förstaspråk, en tiondel italienska, och två tredjedelar tyska. Skolundervisningen sker på både tyska och rätoromanska, enligt språkbadsmetoden. 

## Religion
Kyrkan blev reformert 1552. Som en följd av den stora inflyttningen är dock nästan halva befolkningen numera katoliker, och de söker kyrka i grannkommunen Samedan.